# Unión para el Progreso de Elda
Unión para el Progreso de Elda (UPE) va ser un partit polític d'àmbit local, a la ciutat d'Elda. Va ser fundat el 1999 per iniciativa de l'empresari elder Juan Navarro Busquier, propietari de la fàbrica de calçat Khurapies.

## Trajectòria
El partit naix amb la voluntat de ser una agrupació local, que defense els interessos de la ciutat enfront del dels grans partits. Presenta un programa amb iniciatives de regeneració i desenvolupament de l'espai urbà, que porten millores econòmiques. Es presenta a les eleccions municipals de 1999 amb Juan Navarro com a cap de llista i du a terme una campanya publicitària postal, en la qual s'hi inclou un fullet i un vídeo en VHS amb l'eslògan El futuro de una ciudad. En aquesta convocatòria, obtenen 1.867 vots, amb un 6,91 % dels vots, de manera que obtenen un regidor en el plenari elder.
Juan Navarro, als pocs dies de donar començament la legislatura, es retira i cedeix el seu lloc al número 3 de la llista, Fernando Jiménez Huerta, ja que la que ocupava el número dos d'aquesta llista també renunciaria a ocupar la vacant. El regidor guanyarà popularitat arran de dur a terme una dura oposició contra el govern socialista. Va protagonitzar un programa que s'emetia cada dijous en la televisió de difusió comarcal Canal 43, en el qual es denunciaven públicament les irregularitats i presumptes casos de corrupció, pels quals l'alcalde Juan Pascual Azorín, va arribar a ser demandat judicialment.
En les eleccions de 2003, un conegut cirurgià local, Emiliano Bellot, se suma al projecte i accepta l'oferta d'encapçalar la llista de la UPE, formant tàndem amb el ja conegut Jiménez Huerta. Entre tots dos aconsegueixen el major resultat aconseguit pel partit, de manera que obtenen un important augment de vots i es van convertir en la tercera força política local. Amb 2.818 vots, el 10 %, aconsegueixen 2 regidories. No obstant això, la sessió d'investidura va provocar una polèmica que va suposar la ruptura del partit. L'abstenció anunciada per EU en la votació, va deixar lliure el camí per a un pacte entre UPE i el PP per donar el seu suport al candidat popular, Camilo Valor. En l'últim moment, Bellot canvia el seu vot i s'absté, per la qual cosa Azorín torna a ser reelegit en minoria. Després d'aquest fet, Bellot quedaria expulsat del partit i formaria part del grup mixt.
Durant la legislatura, Azorín farà un pacte de govern pel qual atorgarà la Regidoria de Sanitat a Bellot, i la d'Urbanisme al líder comunista Orgilés. El líder de la UPE continuarà, com fins aleshores, desenvolupant la feina d'oposició fins a la seua defunció per malaltia el 2005. Va ser substituït pel número 3 de la formació, Francisco Alzallu.

## Desaparició
El partit va sofrir dues garrotades l'anterior legislatura. Amb la marxa de Bellot, perdien l'oportunitat de ser clau de govern, i amb la defunció sobtada de Jiménez Huerta, quedaven sense la persona que va ser líder des de la fundació. En les eleccions de 2007, Alzallu es presentà com a cap de llista i va obtindre 879 vots, un 3,23 %, que deixaren la UPE fora del consistori elder. Després es van produir diverses dimissions en la cúpula del partit, que replicaven que Alzallu no era el més idoni per representar el projecte. L'activitat del partit cessà totalment, fins que Alzallu l'abandonà el 2009, moment en què va desaparéixer de facto.
El 2014, va morir així mateix Juan Navarro, el fundador del partit.